# Ferdinand Lot
Ferdinand Henri Victor Lot (* 20. September 1866 in Le Plessis Piquet; † 20. Juli 1952 in Fontenay-aux-Roses) war ein französischer Historiker. Seine Forschungen beschäftigten sich mit dem Mittelalter.

## Leben
Nach einem Studium an der École nationale des chartes bei Arthur Giry wurde er 1909 Maître de conférences an der Universität Paris (Faculté des lettres de Paris). Er wurde 1924 Mitglied der Académie des Inscriptions et Belles-Lettres und 1935 korrespondierendes Mitglied der British Academy. Die Königliche Akademie von Belgien nahm ihn 1931 als assoziiertes Mitglied auf.
In seinen Ausführungen wandte er sich gegen den Historischen Materialismus und die romantische Geschichtsauffassung von Augustin Thierry, unterstützte jedoch die kritische Sichtweise von Charles Seignobos und Charles-Victor Langlois. Für Lot kann ein politisches Regime an den Grundsätzen zugrunde gehen, die ihm zur Herrschaft verholfen haben.
Er war Mitglied der Ehrenlegion (Kommandeur).

## Veröffentlichungen (Auswahl)
- Étude sur le Lancelot en prose. Librairie ancienne Honoré Champion, Paris 1918 (Digitalisat).
- La Fin du monde antique et le début du Moyen Âge. La Renaissance du Livre, Paris 1927.
- Les Invasions barbares. Payot, Paris 1937.
- La France, des origines à la guerre de cent ans. Gallimard, Pari 1941.
- L’art militaire et les armees au Moyen Age en Europe et dans le Proche Orient. Paris 1946.
- La Gaule, Les fondements ethniques, sociaux et politiques de la nation française. Fayard, Paris 1947.